# Cuyabeno (Sucumbíos)
Cuyabeno ist eine Ortschaft und eine Parroquia rural („ländliches Kirchspiel“) im Kanton Cuyabeno der ecuadorianischen Provinz Sucumbíos. Die Parroquia besitzt eine Fläche von 2306 km². Beim Zensus im Jahr 2010 wurden 392 Einwohner gezählt.

## Lage
Die Parroquia Cuyabeno liegt im Amazonastiefland im Nordosten von Ecuador an der peruanischen Grenze. Der Río Aguarico durchquert den Südwesten der Parroquia und bildet im Anschluss die südöstliche Verwaltungsgrenze. Der Río Güepí begrenzt das Areal im Norden. Der 220 m hoch gelegene Hauptort Cuyabeno liegt am Nordufer des Río Aguarico unterhalb der Einmündung des Río Cuyabeno 52 km ostsüdöstlich vom Kantonshauptort Tarapoa.
Die Parroquia Cuyabeno grenzt im Osten an Peru, im Süden an die Provinz Orellana mit den Parroquias Yasuní und Capitán Augusto Rivadeneira (beide im Kanton Aguarico), im Südwesten an die Parroquia Pañacocha (Kanton Shushufindi), im Westen an die Parroquias Tarapoa und Aguas Negras sowie im Nordwesten und im Norden  an die Parroquias Puerto Bolívar und Puerto El Carmen de Putumayo (beide im Kanton Putumayo).

## Ökologie
Das Gebiet liegt fast vollständig innerhalb der Reserva de Producción de Fauna Cuyabeno.